# (152227) Argoli
Pour les articles homonymes, voir Argoli.
(152227) Argoli est un astéroïde de la ceinture principale.

## Description
(152227) Argoli est un astéroïde de la ceinture principale. Il fut découvert le 24 septembre 2005 à Vallemare Borbona par Vincenzo Silvano Casulli. Il présente une orbite caractérisée par un demi-grand axe de 2,66 UA, une excentricité de 0,12 et une inclinaison de 5,5° par rapport à l'écliptique.

## Compléments